# 的場寛一
的場 寛一（まとば かんいち、1977年6月17日 - ）は、兵庫県尼崎市出身の元プロ野球選手・社会人野球選手（内野手）、野球指導者・監督。右投右打。
大学時代および阪神時代の2000年から2004年までの登録名は「的場 寛壱」。

## 経歴

### プロ入り前
尼崎市立八幡幼稚園卒園後は尼崎市立杭瀬小学校、尼崎市立若草中学校に進学。小中学時代は祖父が設立したチームであるボーイズリーグの兵庫尼崎に在籍。高校進学は愛知県の弥富高等学校（現愛知黎明高等学校）。後に沖縄尚学高を選抜優勝に導く金城孝夫監督に引っ張られスポーツ推薦で進学。1年からレギュラーとして出場し秋季東海大会8強、3年夏は愛知大会4強入りしたが上坂太一郎らを擁して甲子園出場する享栄高に大差で敗れ、最後は登板している。
高卒後の進路について的場本人は、「羽振りが良さそうだから」との理由で美容師を志望していたが、金城監督に猛反対され、家族の後押しもあり大学進学に変更した。後述の通り九州共立大が進学先となったが、これには大学野球界の名将である同大学の仲里清監督が的場の入部を熱望し、事前に金城監督と大学側に話を通していたお膳立てがあった。なおこの時、中日ドラゴンズが的場の下位指名を検討していたという。
1996年に福岡六大学野球連盟所属の九州共立大学の経済学部に進学。遊撃手を務め、1998年の3年春リーグ戦で首位打者を獲得し、第33回IBAFワールドカップ日本代表に選出される。1999年にはプロアマ交流の派遣で中日ドラゴンズの春季キャンプに参加し、同年の第30回明治神宮野球大会では2回戦で山田秋親（立命館大）から逆転3ラン、また延長サヨナラ打を放つと準決勝では1死満塁の場面でハーフライナーの打球を故意に落として本塁、三塁封殺で凌ぐなど守備でも貢献して優勝、優秀選手を獲得。福岡六大学リーグ通算78試合出場、266打数80安打、打率.301、5本塁打、49打点。
堅実な守備とシュアな打撃が評価され、阪神タイガース・中日ドラゴンズ・西武ライオンズ・大阪近鉄バファローズの4球団が逆指名枠を争ったが、同年のドラフト会議で阪神を逆指名し、1位指名で入団。

### プロ時代
2000年1月4日に異例の甲子園開放による自主トレを実施し、メディアにも取り上げられた。
2001年、1年目から試合に出場したものの、キャンプで脇腹を肉離れし、シーズン中も二軍でファールゾーンのフェンスに激突し内臓を痛め親指も骨折、一軍でも左膝を故障し、1年目のオフ・2年目のオフとともに手術をする。この影響で2003年以降は外野手に転向した。
2004年、2005年は監督の岡田彰布の秘蔵っ子としてキャンプ、オープン戦と絶好調で開幕スタメン第一候補と期待されたが、開幕直前に送球した際に肩に違和感を感じたものの、そのまま試合に強行出場したが雨上がりの泥濘んだグラウンドでランナーに出て帰塁した際に肩を脱臼。この故障が致命的になり、2005年秋に球団から戦力外通告を受けた。

### 社会人時代
2006年にトヨタ自動車に入社、硬式野球部に所属。
2007年は5月のJABA九州大会、10月のJABA伊勢大会で優勝し九州大会ではMVPを受賞。第78回都市対抗野球大会では8強入り、秋の第34回社会人野球日本選手権大会ではチームの初優勝に貢献した。
2008年は4月のJABA長野県知事旗争奪野球大会・5月のJABA新潟大会で優勝し、社会人野球日本選手権大会では2連覇に貢献。
2009年の第80回都市対抗野球大会では創部以来初の決勝に進出。本人は打率5割を打ち、長野久義らを擁するホンダに挑むが、2-3で敗れ準優勝に終わる。大会優秀選手に選出。
2010年の第37回社会人野球日本選手権大会では決勝でJR九州を降し、優勝。4番として2試合で本塁打を放つなど打率3割5分3厘の活躍で打撃賞を受賞、大会優秀選手にも選ばれた。2010年シーズンは都市対抗等の主要大会で社会人最多となる5本塁打を放ち、年間通しての活躍が評価され、NPB経験者としては丸尾英司・梶原康司に続いて3人目となる社会人ベストナインを受賞した。
2011年、チームは第82回都市対抗野球大会の出場を逃したが、的場本人は夏場に開かれた日本代表候補合宿に選ばれ、ここから第39回IBAFワールドカップ日本代表に選出された。元NPB選手が野球日本代表入りを果たしたのは、2003年の吉田浩以来2例目。
2012年のJABA静岡大会では首位打者賞を獲得。チームの優勝に貢献したが、同年限りで現役を引退した。

### 現役引退後
引退後はトヨタ自動車の人事部に配属され、社業に専念。女子ソフトボール部の運営を約2年間担当した。
その後、喜田剛に誘われ、2014年に野球教室などを展開するスポーツメーカー・ドームに転職。2015年3月1日に放送されたテレビ東京「モヤモヤさまぁ～ず2」にてアンダーアーマー BASEBALL HOUSE 川崎久地店店長として勤務していることが確認された。2017年からは同社が独立リーグ・四国アイランドリーグplusとパートナーシップ契約を結んだことで、その営業担当に就いていた。2019年1月から2020年9月までドームのアマチュア野球、プロ野球スポーツマーケティング担当を務めた。
ドームの事業の一部だったプロテインやサプリメントを扱うブランド「DNS」が子会社化されるタイミングで独立の道を選び、2021年3年にドームを退社。「DNS」ブランドの個人代理店を立ち上げ、2022年7月からはくつろぎカンパニー株式会社の代表取締役に就任している。同社ではエステサロン事業、人材紹介アスリート支援事業も手掛けている。
2021年5月からは2022年4月までは埼玉県戸田市のブリングアップベースボールアカデミーで少年野球指導にあたる。2022年4月には北海道フロンティアリーグ・石狩レッドフェニックスの監督を務める坪井智哉から依頼を受け、内野守備強化のために臨時コーチを務めた。臨時コーチという立ち位置ながら、チームの公式サイトではチームメンバーの1人として掲載されており、背番号も現役時代と同じ99が与えられている。2023年シーズンも留任し、さらに2024年の留任が発表された際に役職が「野手総合コーチ」となった。
2024年11月13日、石狩の監督に就任することが発表された。

## 詳細情報

### 年度別打撃成績
| 年 度     | 球 団     | 試 合 | 打 席 | 打 数 | 得 点 | 安 打 | 二 塁 打 | 三 塁 打 | 本 塁 打 | 塁 打 | 打 点 | 盗 塁 | 盗 塁 死 | 犠 打 | 犠 飛 | 四 球 | 敬 遠 | 死 球 | 三 振 | 併 殺 打 | 打 率 | 出 塁 率 | 長 打 率 | O P S |
| --------- | --------- | ----- | ----- | ----- | ----- | ----- | -------- | -------- | -------- | ----- | ----- | ----- | -------- | ----- | ----- | ----- | ----- | ----- | ----- | -------- | ----- | -------- | -------- | ----- |
| 2000      | 阪神      | 11    | 26    | 24    | 0     | 5     | 1        | 0        | 0        | 6     | 0     | 0     | 0        | 0     | 0     | 2     | 0     | 0     | 8     | 1        | .208  | .269     | .250     | .519  |
| 2001      | 阪神      | 11    | 24    | 20    | 1     | 2     | 1        | 0        | 0        | 3     | 1     | 0     | 0        | 1     | 0     | 2     | 0     | 1     | 9     | 0        | .100  | .217     | .150     | .367  |
| 2004      | 阪神      | 2     | 5     | 5     | 0     | 0     | 0        | 0        | 0        | 0     | 0     | 0     | 0        | 0     | 0     | 0     | 0     | 0     | 3     | 0        | .000  | .000     | .000     | .000  |
| 通算：3年 | 通算：3年 | 24    | 55    | 49    | 1     | 7     | 2        | 0        | 0        | 9     | 1     | 0     | 0        | 1     | 0     | 4     | 0     | 1     | 20    | 1        | .143  | .222     | .184     | .406  |

### 記録
- 初出場・初先発出場：2000年4月11日、対読売ジャイアンツ1回戦（阪神甲子園球場）、8番・遊撃手で先発出場
- 初安打：2000年5月24日、対中日ドラゴンズ9回戦（阪神甲子園球場）、5回裏に小池秀郎から三塁内野安打
- 初打点：2001年5月15日、対読売ジャイアンツ7回戦（福岡ドーム）、8回表に三浦貴から左翼線適時二塁打

### 背番号
- 2 （2000年 - 2001年）
- 99 （2002年 - 2005年、2022年 - ）

### 登録名
- 的場 寛壱 （まとば かんいち、2000年 - 2004年）
- 的場 寛一 （まとば かんいち、2005年、2022年 - ）